# Фергус (Онтаріо)
Фергус (англ. Fergus) — найбільша громада в Центрі Веллінгтону, містечко в графстві Веллінгтон в Онтаріо, Канада. Поселення розміщене на річці Великій приблизно за 18 км на північний захід від міста Гвельфа. Населення цієї громади на момент перепису 2016 року становило 20767 осіб, але громада зростає, оскільки будуються нові будинки. Фергус був незалежним містом до 1999 року, коли містечко було утворено шляхом об'єднання міста Фергус, села Елора та містечок Нікол, Пілкінгтон, Західна Гарафракса та частини Ерамоса.

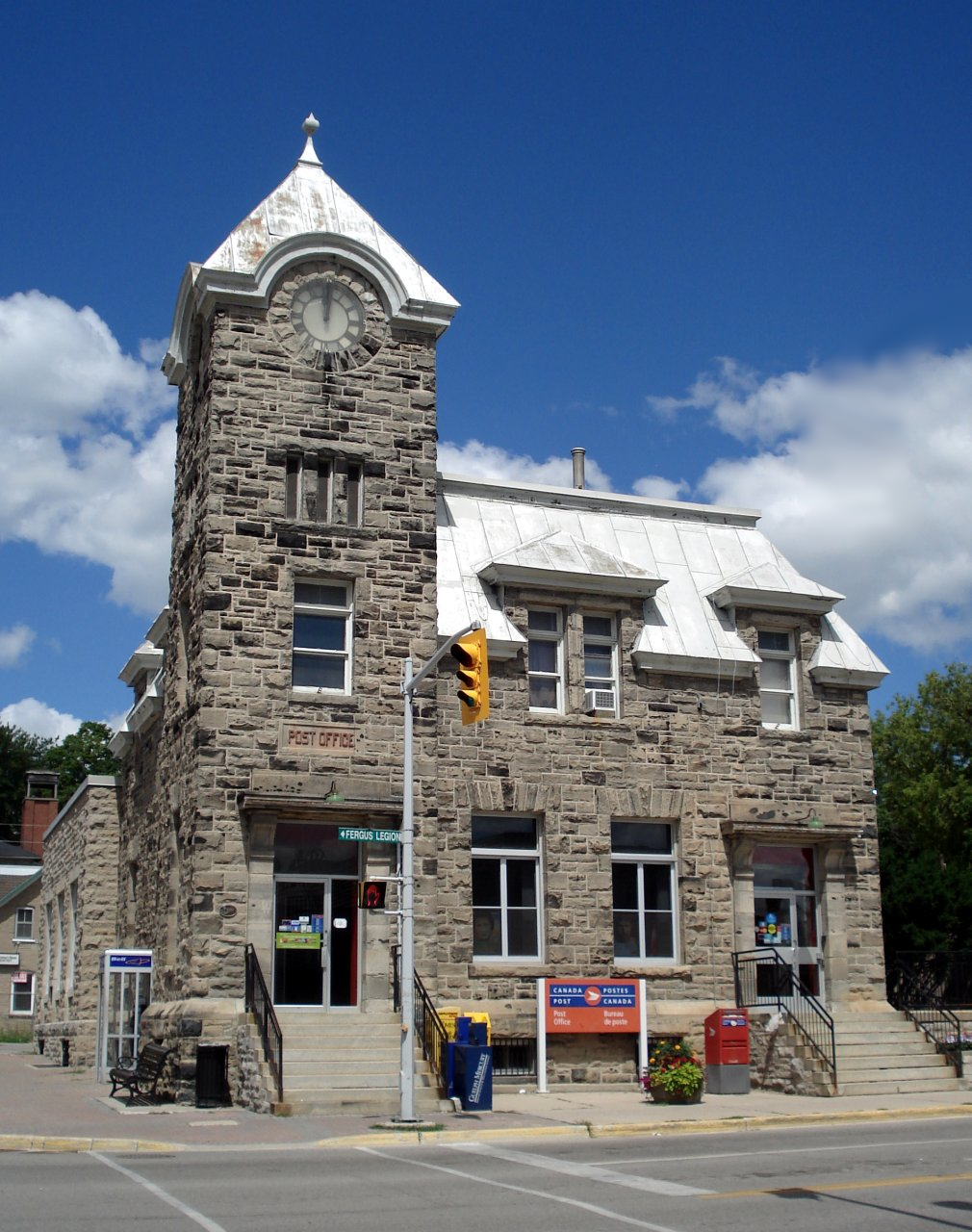
Пошта в Фергусі

## Демографія
- За даними перепису 2016 року населення містечка становило 20767 осіб.
- Площа землі: 17,66 км²
- Густина населення: 1175,6 осіб/км²
- Приватних будинків: 8249

## Охорона здоров'я

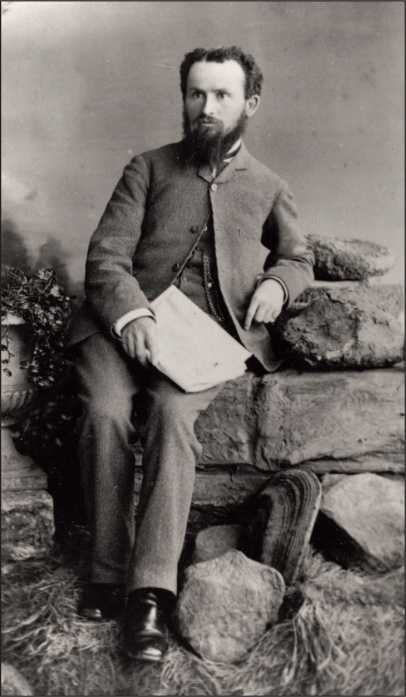
Абрагам Гровс

У Фергусі міститься Меморіальна громадська лікарня Гровса, центру охорони здоров'я.[40] Абрагам Гровс (1847—1935) був піонером багатьох форм охорони здоров'я у Фергусі. У 1902 році він відкрив власну лікарню «Королівська Олександрія» і школу медсестер. У 1935 році, перед своєю смертю, він передав лікарню громаді. Визнаючи майстерність і здібності Гровса як хірурга заклад назвали Меморіальна громадська лікарня Гровса. У 2020 році на зміну старій лікарні відкрили нову. Її побудували на вулиці Фредрика Кемпбелла між Фергусом і Елорою та до назви додавали слово «нова».

## Транспорт
Фергус обслуговується чотирнадцятимісним пасажирським міжміським мікроавтобусоми за маршрутом від Овена Саунд до Гвельфа від Kasper Transportation, який почав працювати у січні 2020 року. З понеділка по суботу в кожному напрямку ходить по два автобуси, один вранці та один вдень.

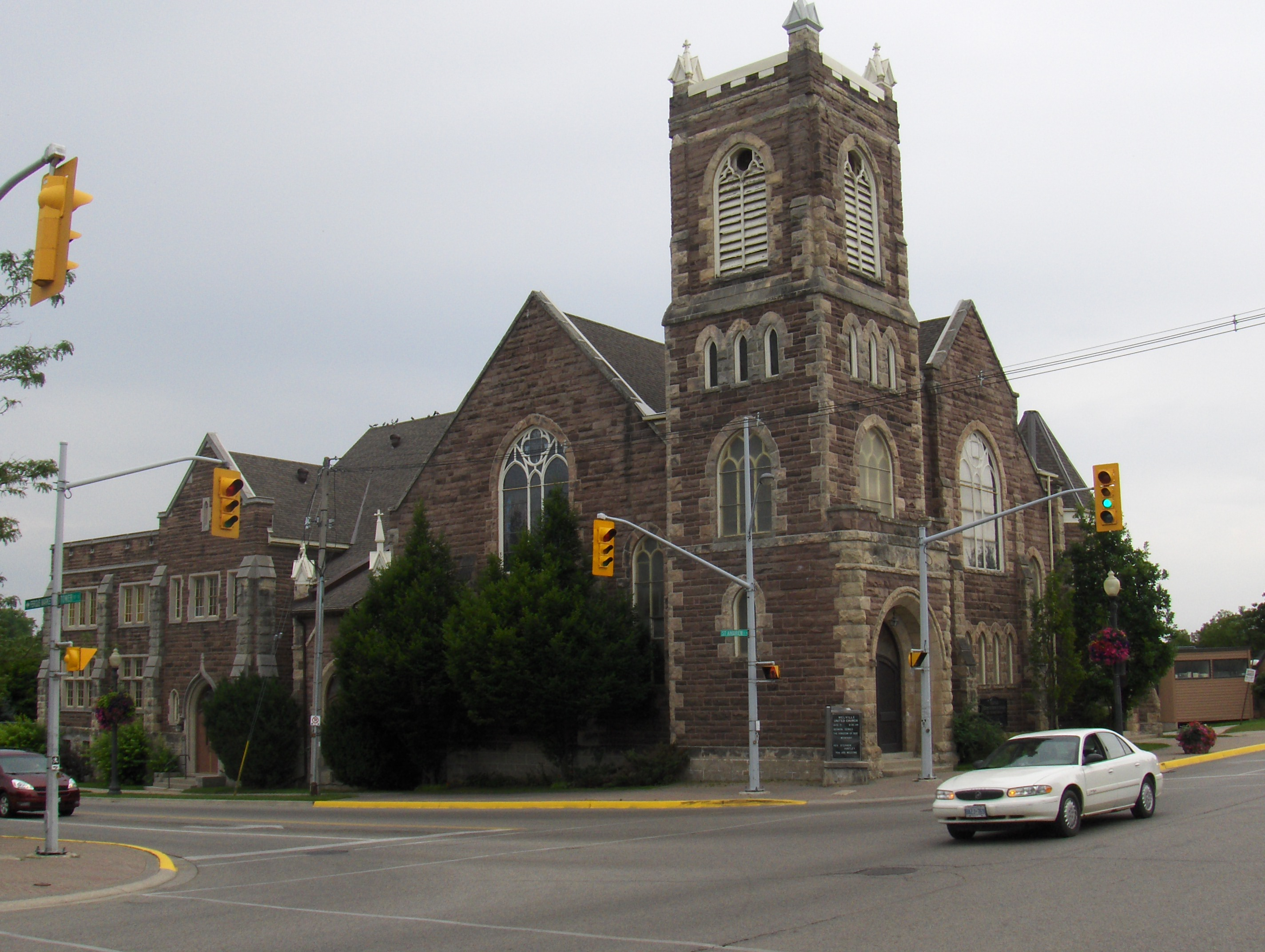
Церква

## Шотландський фестиваль
Щорічно, в серпні, відбувається Шотландський фестиваль та Ігри горян, найбільше зібрання кланів у світі за межами Шотландії та острова Кейп-Бретон. Змагання відбуваються з музики, танців, розповіді історій про клани Шотландії та їх спадщину й силових вправ, таких як метання колоди та бігу на 10 км. Також беруть участь ремісники та продавці.

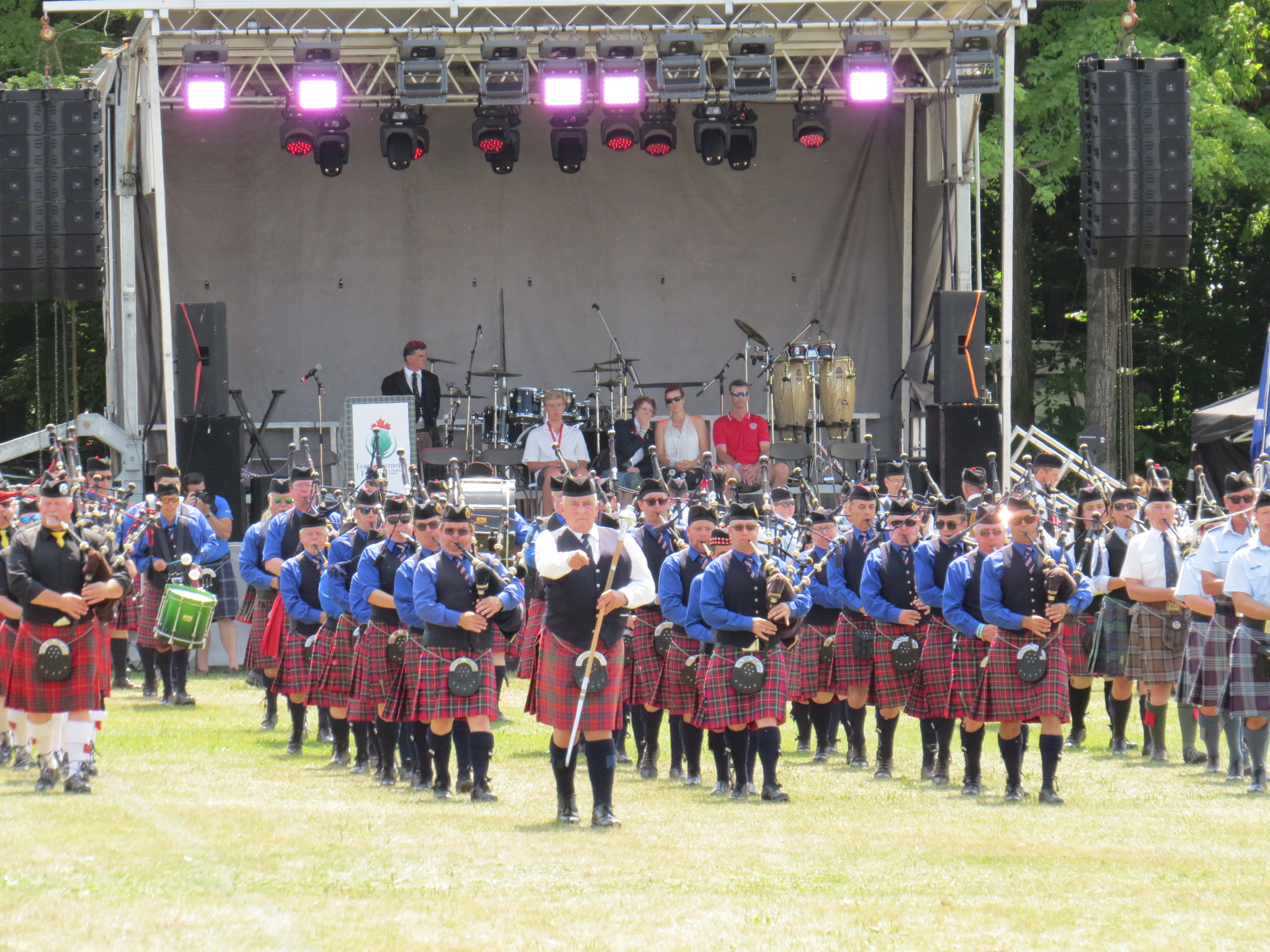
Волинкарі на фестивалі

## Видатніні особистості
- Абрагам Гровс[en] (1847—1935) — лікар, хірург.
- Вільям А. Патерсон[en] (1838—1921) — американський виробник автомобілів компанії Б'юїк.
- Раян Лерд[en] (1984) — канадський пісняр у жанрі музики кантрі.